# Olga Wladimirowna Karapetjan
Olga Wladimirowna Karapetjan (russisch Ольга Владимировна Карапетян; * 1. Mai 1958 in Krasnoufimsk; † 18. März 2010 in Solikamsk) war eine sowjetisch-russische Architektin und Stadtplanerin.

## Leben
Karapetjan studierte am Swerdlowsker Architektur-Institut mit Abschluss 1982.
Nach dem Studium arbeitete Karapetjan als Architektin in Projektierungsinstituten in Perm, Swerdlowsk, Tobolsk und Solikamsk.
Im Februar 2007 wurde Karapetjan Chefarchitektin von Solikamsk. Mit ihr wurde der Generalplan für die Bebauung des Stadtgebiets fertiggestellt, der die Bebauung mit Häusern mit geringer Geschosszahl und den Abriss willkürlich gebauter Objekte vorsah und dann auch genehmigt wurde.
Karapetjan wurde am Morgen des 18. März 2010 an der Tür ihres Hauses durch einen Schuss ins Herz getötet. Nachdem zunächst in Solikamsk ermittelt wurde, folgten weitere Ermittlungen in der Region Perm. Um die Öffentlichkeit zu informieren, veröffentlichte der Sohn Karapetjans einen Bericht in seinem Blog mit der Bitte an seine Freunde, dies auf ihren Blogs weiterzuverbreiten. Tausende folgten der Bitte, darunter auch  Oleg Anatoljewitsch Tschirkunow, der Gouverneur der Region Perm. Im Februar 2014 wurden in Perm zwei Männer wegen der Ermordung Karapetjans zu 23 und 15 Jahren Strafkolonie verurteilt. Die Identität des Auftraggebers für den Mord konnte nicht geklärt werden. Es wird vermutet, dass das Motiv des Mordes mit der beruflichen Tätigkeit Karapetjans zu tun hatte.